# Troldmandens lærling (film fra 2010)
 For alternative betydninger, se Troldmandens lærling (flertydig). (Se også artikler, som begynder med Troldmandens lærling)
Troldmandens lærling er en fantasy-eventyr komediefilm (2010) produceret af Jerry Bruckheimer, instrueret af Jon Turteltaub med Nicolas Cage i hovedrollen.
Det er en live-action genskabelse af Mickey Mouse i Troldmandens lærling-scenen i Disney's Fantasia, som igen er baseret på 1890'ernes symfoniske digt af Paul Dukas, der igen er baseret på Johann Wolfgang von Goethes digt Der Zauberlehrling fra 1797.
Filmen distribueres af Walt Disney Pictures, der står bag National Treasure franchise.
Filmen havde premiere i Danmark den 29. juli 2010.

## Handling
Balthazar Blake (Nicolas Cage) er troldmand i nutidens Manhattan. Han må konstant forsvare byen mod sin ærkefjende, Maxim Horvath (Alfred Molina), og da Balthazar har svært ved at overkomme alt arbejdet, får han sig en lærling, den tilsyneladende gennemsnitslige fyr, Dave Stutler (Jay Baruchel).

## Medvirkende
- Jay Baruchel som Dave Stutler
- Nicolas Cage som Balthazar Blake
- Monica Bellucci som Veronica
- Alfred Molina som Maxim Horvath
- Teresa Palmer som Becky
- Toby Kebbell som Drake Stone
- Alice Krige som Morgana
- Robert Capron som Oscar
- Peyton List som Unge Becky
- Omar Benson Miller som Bennet Zurrow